# سبيريت أوف وندر
سبيريت اوف وندر (باليابانية: スピリットオブワンダー) مانغا يابانية من تأليف كينجي تسوروتا. نشرت لأول مرة عام 1986 في مجلة للناشر كودانشا حتى عام 1996.

## القصة
الآنسة تشاينا هي فتاة صينية يافعة تدير حانة في إنجلترا. الدكتور بريكّنبريدج وجيم هما نزيلين في حانتها ويعيشان في الطابق العلوي. لسوء الحظ، تواجه الآنسة تشاينا متاعبًا في الحصول على الإيجار منهما وذلك لأنهما ينفقان كلّ مالهما على اختراعات جنونية. آخرها هو اختراعٌ يتيح للناس السفر إلى القمر. لكن لا أحد يصدقهما، لذا يبتكران طريقة لإثبات صحّة ادعائهما.